# روبرت هوبكينز (كاتب)
روبرت هوبكينز (بالإنجليزية: Robert Hopkins)‏ هو كاتب سيناريو أمريكي، ولد في 21 سبتمبر 1886 في أوتاوا في الولايات المتحدة، وتوفي في 22 ديسمبر 1966 في هوليوود في الولايات المتحدة.

## وصلات خارجية
- روبرت هوبكينز على موقع IMDb (الإنجليزية)
- روبرت هوبكينز على موقع ألو سيني (الفرنسية)
- روبرت هوبكينز على موقع قاعدة بيانات الأفلام السويدية (السويدية)
- روبرت هوبكينز على موقع قاعدة بيانات الفيلم (الإنجليزية)
- روبرت هوبكينز على موقع كينوبويسك (الروسية)